# Qualifications pour la Coupe du monde de rugby à XV 2003
Navigation
Qualifications Coupe du monde 1999 Qualifications Coupe du monde 2007
Les qualifications pour la Coupe du monde de rugby à XV 2003 mettent aux prises 81 équipes nationales afin de qualifier 12 formations pour disputer la phase finale qui se joue en Australie. Les qualifications sont organisées par continents. De ce fait, la difficulté pour obtenir une place en phase finale dépend à la fois du niveau du jeu et du nombre de places réservées au continent d'origine d'une équipe.

## Liste des qualifiés
Huit équipes nationales sont qualifiées directement à la Coupe du monde 2003 à la suite de leurs performances respectives lors de la précédente Coupe du monde. L'Angleterre, l'Australie, la France, la Nouvelle-Zélande, l'Argentine, l'Écosse, le pays de Galles et l'Afrique du Sud, ayant participé au minimum aux quarts de finale de la précédente Coupe du monde sont qualifiées d'office. Douze autres places sont attribuées à la suite de qualifications continentales puis de barrages, appelés repêchages.
| Afrique                                        | Amérique                                                        | Asie    | Europe | Océanie                                                                                        |
| ---------------------------------------------- | --------------------------------------------------------------- | ------- | --- | ---------------------------------------------------------------------------------------------- |
| - Namibie - Afrique du Sud (qualifié d'office) | - Argentine (qualifié d'office) - Canada - États-Unis - Uruguay | - Japon | - Angleterre (qualifié d'office) - France (qualifié d'office) - Géorgie - Irlande - Italie - Roumanie - Écosse (qualifié d'office) - Pays de Galles (qualifié d'office) | - Australie (qualifié d'office) - Fidji - Nouvelle-Zélande (qualifié d'office) - Tonga - Samoa |